# Catorze punts de Wilson

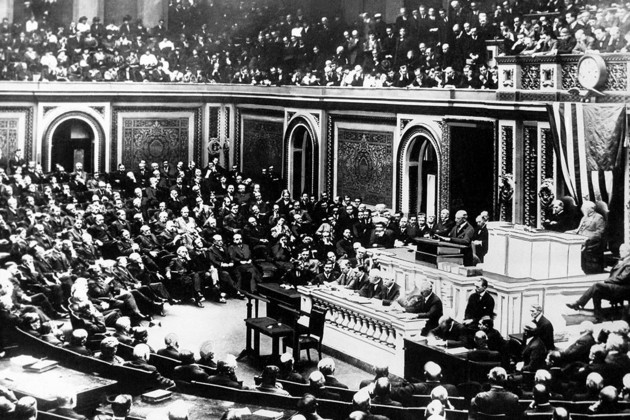
Discurs de Woodrow Wilson al Congrés: 8 de gener de 1918

Els catorze punts de Wilson són el nom donat al programa del President dels Estats Units Woodrow Wilson per posar fi a la Primera Guerra Mundial i reconstruir Europa en un discurs ressonant el 8 de gener de 1918 davant el congrés dels Estats Units.
Encara que molts punts fossin específics, els cinc primers eren més generals, incloent-hi el lliure accés al mar, l'abolició de la diplomàcia secreta, el desarmament, la restitució de les sobiranies sobre les terres ocupades, com Alsàcia-Lorena per a França, el dret a l'autodeterminació nacional, etc.

## El discurs
El discurs, que havia estat escrit sense coordinació o consulta prèvia dels seus homòlegs europeus, estava imprès d'ideals elevats i anunciava la Societat de Nacions. 
Wilson aconseguí fer passar una part del seu programa al tractat de Versalles. Tanmateix, malgrat aquest idealisme, l'Europa de postguerra no n'adoptarà més que quatre punts. El Senat americà es nega a ratificar el tractat de Versalles, així com a entrar en la Societat de Nacions. Finalment, el corredor de Danzig, que permetia a Polònia accedir lliurement al mar, serà un dels elements desencadenants de la Segona Guerra Mundial.
Tanmateix, els Catorze Punts conserven el record d'un bonic ideal. Han suscitat una immensa esperança d'alliberament a les colònies. El discurs va ser traduït i va ser difós per la premsa sobretot en els mitjans independentistes a l'Àfrica i Àsia. A les escoles xineses fins i tot es memoritzaven extractes del discurs.

## Extracte del discurs recollint els catorze punts
1. Obrir tractats de pau, als quals s'ha arribat lliurement, després dels quals ja no hi haurà cap mena d'aliança internacional privada, sinó una diplomàcia franca i transparent.
2. Absoluta llibertat de navegació pels mars, fora de les aigües territorials, tant en temps de pau com en temps de guerra, excepte si els mars han de ser tancats parcialment o totalment en aplicació d'aliances internacionals.
3. La retirada, tant com sigui possible, de totes les barreres econòmiques, i l'establiment d'una igualtat de les condicions de comerç entre totes les nacions que desitgen la pau i que s'associen per mantenir-la.
4. Donar i obtenir garanties adequades per tal que els armaments nacionals estiguin reduïts al més petit punt possible compatible amb la seguretat interior.
5. Un ajust lliure, obert, absolutament imparcial de tots els territoris colonials, basant-se en l'estricta observànça del principi que per a determinar totes les qüestions sobre la sobirania, els interessos de les poblacions afectades siguin presos en compte amb igual pes que les reivindicacions equitatives del govern del qual es reclama la determinació.
6. L'evacuació de tot el territori de Rússia i com a solució de totes les qüestions que afecten a Rússia per a garantir una millor i més lliure cooperació de les altres nacions del món en obtenir per a ella una oportunitat lliure i còmoda per a la determinació independent del seu propi desenvolupament polític, de les seves polítiques nacionals i assegurar una sincera benvinguda a la societat de les nacions lliures sota institucions de la seva elecció, i, més que una benvinguda, també assistència en tot allò que necessiten i desitgen. El tracte concedit per Rússia per les nacions germanes en els propers mesos serà la prova decisiva de la seva bona voluntat, de la comprensió de les seves necessitats a diferència i no dels seus propis interessos, i de la seva intel·ligent i desinteressada compassió.
7. Bèlgica, i el món sencer ho acceptarà, ha de ser evacuada i restaurada, sense cap temptativa de limitar la seva sobirania què ha de gaudir de manera comuna a les altres nacions lliures. Cap altre acte no servirà com aquest per a restablir la confiança entre les nacions de les lleis que han establert i han determinat elles mateixes per al govern de les seves relacions amb els altres. Sense aquest acte curador, l'estructura sencera i la validesa de la llei internacional estarà per sempre alterada.
8. Tots els territoris Francesos haurien de ser alliberats, les parts envaïdes, restituïdes, i el mal fet a França per Prússia el 1871, en relació amb Alsàcia-Lorena, que ha pertorbat la pau mundial durant prop de 50 anys, hauria de ser corregit, de tal manera que la pau sigui de nou establerta en benefici de tots.
9. Un reajustament de les fronteres d'Itàlia hauria de ser efectuat al llarg de línies de nacionalitats clarament recognoscibles.
10. Als pobles de l'Imperi Austrohongarès, els quals desitgem veure salvaguardada i assegurada una plaça entre les nacions, li haurà de ser concedida l'oportunitat del més lliure desenvolupament autònom.
11. Romania, Sèrbia i Montenegro haurien de ser evacuades i els territoris ocupats, restituïts; Sèrbia hauria de tenir assegurat un accés lliure i segur al mar; les relacions dels estats balcànics entre ells haurien de ser determinades per una entesa amistosa mitjançant línies històricament establertes de fidelitat i de nacionalitat; i les garanties internacionals de la independència política i econòmica i la integritat territorial dels Estats dels Balcans han de ser assumides.
12. A les regions turques de l'Imperi Otomà actual haurien d'estar assegurades la sobirania i la seguretat; però a les altres nacionalitats que són ara sota el domini turc s'haurien de garantir una seguretat absoluta de vida i la plena possibilitat de desenvolupar-se d'una manera autònoma; quant als Dardanels, hauria d'estar obert permanentment, per tal de permetre el lliure passatge a les naus i al comerç de totes les nacions, sota garantia internacional.
13. Un Estat polonès independent ha de ser creat, que inclourà els territoris habitats per poblacions indiscutiblement poloneses, a les quals s'hauria d'assegurar un lliure accés al mar, i la independència política i econòmica així com la integritat territorial haurien d'estar garantides per un acord internacional.
14. Una Societat de Nacions ha de ser constituïda sota aliances específiques tenint per a objecte oferir garanties mútues d'independència política i d'integritat territorial dels estats grans i petits per igual.

### En resum
- 1. Negociacions de pau públiques.
- 2. Llibertat de navegació marítima.
- 3. Llibertat de comerç internacional.
- 4. Limitació concertada dels armaments.
- 5. Dret d'autodeterminació per als temes colonials.
- 6. Evacuació de Rússia.
- 7. Evacuació i restauració de Bèlgica.
- 8. Retorn d'Alsàcia-Lorena a França.
- 9. Rectificacions de les fronteres italianes segons els límits de les nacionalitats.
- 10. Autonomia dels pobles de l'Imperi Austrohongarès.
- 11. Evacuació de Romania, de Sèrbia i de Montenegro.
- 12. Limitació de la sobirania otomana a només les regions turques.
- 13. Creació d'un Estat polonès amb lliure accés al mar.
- 14. Creació de la Societat de Nacions.

## Implementació
El 1917 Rússia es va endinsar en una revolució liderada per Vladimir Lenin i que va promoure l'economia marxista i va col·lectivitzar els mitjans de producció, i aquell mateix any els Estats Units d'Amèrica van entrar a la guerra en el bàndol dels aliats. El 1918 Alemanya va llançar una ofensiva de primavera que va fracassar i, quan els aliats van contraatacar, Alemanya va entrar en la revolució Alemanya, el seu govern interí va demanar la pau sobre la base dels Catorze punts. Després de la guerra, Europa estava en ruïnes, econòmicament, físicament i psicològicament, i el seu futur depenia de les resolucions de la Conferència de Versalles de 1919.